# Duncan Suttles
Duncan Suttles (ur. 21 grudnia 1945 w San Francisco) – kanadyjski szachista, arcymistrz od 1973 roku.

## Życiorys
Urodził się w Stanach Zjednoczonych, ale w młodym wieku jego rodzina przeprowadziła się do Vancouver i tam zamieszkała na stałe. Pierwszy start w mistrzostwach Kanady odnotował w roku 1961. Wkrótce awansował do ścisłej czołówki krajowej, do której należał do połowy lat 80. Pomiędzy 1964 a 1984 rokiem ośmiokrotnie reprezentował Kanadę na szachowych olimpiadach (w tym 3 razy na I szachownicy). W roku 1969 zdobył tytuł mistrza kraju, natomiast w 1973 triumfował w otwartych mistrzostwach Kanady. W tym samym roku otrzymał, jako drugi Kanadyjczyk w historii (po Danielu Yanofskim) tytuł arcymistrza. Dwukrotnie startował w turniejach międzystrefowych (eliminacjach mistrzostw świata), w obu przypadkach zajmując XV miejsca (1967 Sousse i 1970 Palma de Mallorca). W roku 1973 zwyciężył w turnieju rozegranym w Montrealu, rok później zajął w Wenecji III lokatę, natomiast w 1981 podzielił I-II miejsce w Vancouver. W roku 1982 otrzymał tytuł arcymistrza gry korespondencyjnej.
Najwyższy ranking w karierze osiągnął 1 lipca 1973 r., z wynikiem 2485 punktów zajmował wówczas 1. miejsce wśród kanadyjskich szachistów. W 1985 r. zakończył szachową karierę i poświęcił się pracy w branży komputerowej.